# 小行星8676
小行星8676（英語：8676 Lully）是一颗围绕太阳公转的小行星。1992年2月2日，艾瑞克·怀特·埃尔斯特在拉西拉天文台发现了此天体。
这颗小行星的绝对星等为193.9338392064605等。